# 155 км (колійний пост)
155 км — колійний пост Полтавської дирекції Південної залізниці на електрифікованій лінії Гребінка — Ромодан між станціями Лазірки (5,5 км) та Вили (7,4 км). Розташований у Лубенському районі Полтавської області.

## Історія
Колійний пост 155 км відкритий у 2007 році на вже існуючій лінії Київ — Полтава, яка відкрита 1901 року та електрифікована у 1998 році.
Має виключно технічне значення, приміські поїзди не зупиняються.